# 貝德福德 (紐約州)
貝德福德（英語：Bedford）是一個位於美國紐約州西徹斯特縣的鎮。

## 人口
根據2020年美國人口普查的數據，貝德福德的面積為102.12平方千米，當中陸地面積為96.27平方千米，而水域面積為5.82平方千米。當地共有人口17309人，而人口密度為每平方千米169人。